# Encuentros con Jung
Los Encuentros con Jung aluden a una colección de entrevistas y encuentros protagonizados por el psiquiatra y psicólogo suizo Carl Gustav Jung. Forman parte de su Obra completa, sección E. Entrevistas.

## Contenido
Colección de entrevistas y encuentros en donde se recogen varias clases de testimonios acerca de la personalidad de Jung, un «tipo» introvertido intuitivo intelectual, expresivo, amable, con sentido del humor, abierto, diligente y ansioso por hablar no solo con amigos y conocidos, sino también con desconocidos, y con periodistas de todo el mundo.
Las diferentes facetas de la personalidad de Jung están reflejadas en estas entrevistas y conversaciones, como las mantenidas con Victoria Ocampo, Alberto Moravia, Charles Lindbergh, Mary Esther Harding, Charles Baudouin, Mircea Eliade o Miguel Serrano Fernández.

## Edición en castellano
- Jung, Carl Gustav (2000).  William Mcguire, R. F. C. Hull, ed. Encuentros con Jung. Traducción Román Escohotado. Colección Estructuras y Procesos. Psicología Cognitiva. Madrid: Editorial Trotta. ISBN 978-84-8164-304-6.

- Datos: Q19799737